# Nomada marginella
Nomada marginella är en biart som beskrevs av Cockerell 1903. Nomada marginella ingår i släktet gökbin, och familjen långtungebin. Inga underarter finns listade i Catalogue of Life.